# Amsdorfianismo
El amsdorfianismo es la doctrina de los amsdorfianos, movimiento de protestantes del siglo XVI, llamados así por su jefe Nikolaus von Amsdorf, teólogo discípulo de Lutero, a quien luego hizo ministro de Magdeburgo y de su propia autoridad obispo de Naumburgo. 
Los amsdorfianos eran confesionistas rígidos, que sostenían que no solamente las buenas obras eran inútiles, sino que también perniciosas para la salvación, doctrina que fue reprobada por el resto de los seguidores de Lutero.